# Martin Adamec
Martin Adamec (ur. 14 sierpnia 1998 w Levicach) – słowacki piłkarz występujący na pozycji pomocnika w Marsaxlokk FC.

## Kariera klubowa
Grę w piłkę nożną rozpoczął w wieku 6 lat w akademii FK Senica. W 2014 roku przeniósł się do austriackiego klubu SKN St. Pölten. W 2016 roku rozpoczął występy w zespole rezerw, rywalizującym w Regionallidze Ost. 5 sierpnia 2016 zaliczył pierwszy mecz na poziomie seniorskim w spotkaniu przeciwko SV Schwechat, wygranym 1:0. Przez kolejne 2 lata rozegrał łącznie 40 ligowych spotkań, w których zdobył 3 bramki. W tym okresie dwukrotnie znalazł się w składzie meczowym pierwszej drużyny.
W lutym 2018 roku odbył testy w Jagiellonii Białystok, prowadzonej przez Ireneusza Mamrota, po których podpisał kontrakt na sezon 2018/19. Wkrótce po tym został wypożyczony do Wigier Suwałki (I liga). W klubie tym grał jako podstawowy ofensywny pomocnik i w 19 spotkaniach zdobył 6 bramek. 16 lutego 2019 w barwach Jagiellonii zadebiutował w Ekstraklasie w wygranym 1:0 meczu z Wisłą Płock. Dwa tygodnie później przedłużył swoją umowę z klubem do lata 2022 roku. W rundzie wiosennej sezonu 2018/19 zaliczył 8 występów, w tym 2 w podstawowym składzie. W lipcu 2019 roku został wypożyczony na rok do pierwszoligowej Odry Opole, gdzie rozegrał 14 meczów i strzelił 1 gola. W styczniu 2020 roku skrócił swój pobyt w Odrze, aby odbyć testy w Sigmie Ołomuniec i FK Senica. W marcu tego samego roku został ponownie na zasadzie wypożyczenia graczem Wigier Suwałki. Po sezonie 2019/20 rozwiązał polubownie swój kontrakt z Jagiellonią Białystok.
W lipcu 2020 roku Adamec został zawodnikiem FC Nitra. 11 sierpnia zadebiutował w Fortuna Lidze w wygranym 2:1 meczu przeciwko MŠK Žilina. Rozegrał dla tego klubu 16 ligowych spotkań, w których zdobył 2 bramki. W grudniu 2020 roku, z powodu zaległości w wynagrodzeniach, opuścił zespół. W lutym 2021 roku podpisał umowę z FK Pohronie.

## Kariera reprezentacyjna
W latach 2016–2017 zaliczył 8 spotkań w reprezentacji Słowacji U-19. W 2018 roku rozegrał 1 towarzyski mecz w kadrze U-20. W 2019 roku zanotował 8 występów w reprezentacji Słowacji U-21.